# Journal of Sulfur Chemistry
Journal of Sulfur Chemistry (abrégé en J. Sulfur Chem.) est une revue scientifique à comité de lecture. Ce journal bimestriel présente des articles originaux concernant la chimie du soufre.
La direction éditoriale est assurée par Adrian L. Schwan (Université de Guelph, Canada).

## Histoire
Au cours de son histoire, le journal a changé de nom :
- Sulfur Reports, 1980-2003  (ISSN 0196-1772)
- Journal of Sulfur Chemistry, 2004-en cours  (ISSN 1741-5993)

Le titre suivant a été absorbé en 2004 par le journal :
- Sulfur Letters, 1982-2003  (ISSN 0278-6117)[3]